# Jockgrim
Jockgrim là một đô thị thuộc huyện Germersheim, trong bang Rheinland-Pfalz, phía tây nước Đức. Đô thị Jockgrim có diện tích 114 km², dân số thời điểm ngày 31 tháng 12 năm 2006 là 6910 người. Đô thị này nằm bên tả ngạn sông Rhine, cự ly khoảng 15 km về phía tây bắc Karlsruhe.
Jockgrim là thủ phủ của Verbandsgemeinde ("đô thị tập thể") Jockgrim.